# Piper heptaneurum
Piper heptaneurum är en pepparväxtart som beskrevs av William Trelease. Piper heptaneurum ingår i släktet Piper och familjen pepparväxter. Inga underarter finns listade i Catalogue of Life.